# Faith (film 1920)
Faith è un film muto del 1920 diretto da Howard M. Mitchell. Prodotto e distribuito dalla Fox Film Corporation, aveva come interpreti Peggy Hyland, J. Parks Jones, Edward Hearn, Winter Hall, Edwin B. Tilton, Milla Davenport.

## Trama
Adam Harden, insegnante in un villaggio scozzese nei pressi di Edimburgo, è un uomo amato da tutti che, con il suo carattere, riesce a infondere gioia e buoni sentimenti anche negli altri, curandone i mali. Suo figlio David, il pastore, è innamorato di Peggy Laughlin, la nipote di sir Kent MacGregor, l’uomo più ricco della città. Questi, però, ha deciso che la ragazza dovrà sposare solamente un nobile. Di questo sua aspirazione approfitta una coppia di poco di buono, George Kyle, un medico di mezza tacca, e la sua complice, Meg Harper. I due si inventano che Kyle - pretendente alla mano di Peggy - sia un nobile, il figlio scomparso della defunta lady Murrell e inducono McGregor a imporre quel matrimonio alla povera Peggy. Lei, innamorata di David, quando si vede costretta a quelle nozze, si ammala e i medici al suo capezzale non sanno rendere conto di quella malattia, impotenti a guarirla. McGregor, disperato, libera dal carcere dove li aveva fatti mettere David e suo padre. Adam, allora, cura Peggy, riportandola in salute. Intanto Kyle e Meg, scoperti, sono stati arrestati e McGregor, troppo felice per la guarigione della nipote, non può fare altro che benedire il matrimonio di Peggy con l’amato David.

## Produzione
Il film fu prodotto dalla Fox Film Corporation.

## Distribuzione
Il copyright del film, richiesto da William Fox, fu registrato il 25 gennaio 1920 con il numero LP14671.

Distribuito dalla Fox Film Corporation, il film uscì nelle sale statunitensi nel febbraio 1920.
Non si conoscono copie ancora esistenti della pellicola che viene considerata presumibilmente perduta.